# Pantano de Guadalcacín
Pantano de Guadalcacín är en reservoar i Spanien.   Den ligger i provinsen Provincia de Cádiz och regionen Andalusien, i den södra delen av landet, 500 km söder om huvudstaden Madrid. Pantano de Guadalcacín ligger 85 meter över havet. Arean är 16,9 kvadratkilometer. Trakten runt Pantano de Guadalcacín består till största delen av jordbruksmark. Den sträcker sig 4,8 kilometer i nord-sydlig riktning, och 10,0 kilometer i öst-västlig riktning.